# Карл Геро, 3-й герцог Урах
Принц Карл Геро Альбрехт Жозеф Вильгельм Антон Мария-Урах, граф Вюртемберг (19 августа 1899 — 15 августа 1981) — 3-й герцог Урахский и 2-й Глава королевского дома Литвы (1928—1981). Глава рода фон Урах, ветви Вюртембергского дома.

## Биография
Родился в замке Лихтенштайн в Королевстве Вюртемберг. Второй сын Вильгельма II Урахского (1864—1928), 2-го герцога Урахского (1869—1928), и Амалии Баварской (1865—1912).
В 1917 году Карл окончил гимназию Карла в Штутгарте. После окончания учёбы он в чине лейтенанта участвовал в Первой мировой войне. В 1918 году он был тяжело ранен. После войны он изучал архитектуру, а позже работал в качестве архитектора в Мюнхене.
В 1928 году после смерти своего отца Карл Геро унаследовал герцогский титул герцога Урахского, так как его старший брат Вильгельм вступил в морганатический брак и лишился права наследования. Большую часть своей жизнь Вильгельм Урахский был директором «Mercedes Benz», имел двух дочерей.
В 1935 году Карло Геро Урахский вступил в Вермахт и стал гауптманом. В 1940 году получил чин майора. До 1945 года он служил, в основном, в штабе армии в Тюбингене и Ульме.
20 июня 1940 года Карл Геро женился на графине Габриэле фон Вальдбург-Траухбург (1910—2005), дочери князя Георга фон Вальдбурга (1867—1918). Брак был бездетным.
15 августа 1981 года Карл Геро Урахский скончался в замке Лихтенштайн. Титул герцога Урахского унаследовал его племянник Карл Ансельм Урахский (род. 1955), старший сын принца Эберхарда Урахского (1907—1969) и внук Вильгельма II Урахского.